# Activité principale exercée
Pour les articles homonymes, voir APE.
En France, le code APE (pour activité principale exercée) est un code de cinq caractères (quatre chiffres et une lettre) attribué par l’Insee à toute entreprise et à chacun de ses établissements lors de son inscription au répertoire SIRENE. Ce code caractérise son activité principale par référence à la nomenclature d'activités française (NAF) dans sa version de 2008, ainsi le code APE est aussi appelé code NAF. Plus précisément, on distingue le code APEN pour l'entreprise et le code APET pour les établissements.

## Outil statistique et valeurs légales
Le code APE est un renseignement fondamental pour la statistique d'entreprise, car il est à la base des classements des entreprises par secteur d'activité. Ainsi, la qualité des études sur la situation économique conjoncturelle et structurelle et celle des fichiers mis à disposition du public dépendent en grande partie de l'attribution d'un code APE correct à chaque entreprise. Le code APE n’a d’ailleurs légalement de valeur que pour les applications statistiques, ainsi si des administrations, des entreprises ou des organismes privés ou publics peuvent utiliser les codes pour déterminer le champ d’application d’un texte réglementaire ou d’un contrat en fonction de règles ou de besoins qui leur sont propres, pour autant l’utilisation qu’ils pourraient faire dans ce cadre du code APE est de leur responsabilité, le code APE attribué par l’Insee ne pouvant constituer qu’un élément d’appréciation. Néanmoins sa mention sur le bulletin de salaire est un élément obligatoire.

## Format du code depuis 2008
À partir du 1er janvier 2008, le code APE a vu son format élargi de quatre à cinq positions pour se mettre en conformité avec des codifications européennes : les quatre premières positions occupées par quatre chiffres sont identiques au code NACE, issu de la nomenclature statistique des activités économiques dans la communauté européenne (NACE). La lettre en cinquième (et dernière) position du code est propre à la France afin que le code soit adapté aux activités économiques spécifiques du pays.

### Exemple
- NAF mise à jour en 2008, exemple :
  - NAF 2008 : 71.12B Ingénierie, études techniques
- correspond dans l’ancienne NAF à :
  - NAF 2003 : 74.2C Ingénierie, études techniques